# Frangy
Frangy é uma comuna francesa na região administrativa de Auvérnia-Ródano-Alpes, no departamento da Alta Saboia. Estende-se por uma área de 9.69 km². Em 2010 a comuna tinha 2 126 habitantes (densidade: 219,4 hab./km²).